# Katanning
Katanning – miasto w Australii, w stanie Australia Zachodnia.